# The Times They Are a-Changin'
Albums de Bob Dylan
The Freewheelin' Bob Dylan
(1963) Another Side of Bob Dylan
(1964)
The Times They Are a-Changin' (1964) est le troisième album de Bob Dylan, auteur-compositeur-interprète américain de folk rock.
La chanson la plus connue en est The Times They Are a-Changin'. Celle-ci exprime bien l’état d’esprit des années 1960 qui a conduit à la contestation contre l’ordre établi. En 2004, elle est classée au 59e rang des 500 meilleures chansons de tous les temps par le magazine musical Rolling Stone.

## Titres
Toutes les chansons sont écrites et composées par Bob Dylan.
| 1. | The Times They Are a-Changin' | 3:15 |
| 2. | Ballad of Hollis Brown        | 5:06 |
| 3. | With God on Our Side          | 7:00 |
| 4. | One Too Many Mornings         | 2:41 |
| 5. | North Country Blues           | 4:35 |

| 6.  | Only a Pawn in Their Game            | 3:33 |
| 7.  | Boots of Spanish Leather             | 4:40 |
| 8.  | When the Ship Comes In               | 3:18 |
| 9.  | The Lonesome Death of Hattie Carroll | 5:48 |
| 10. | Restless Farewell                    | 5:32 |

## Musicien(s)
- Bob Dylan – chant, guitare acoustique, harmonica